# Містер Бін на відпочинку
«Мі́стер Бін на відпочи́нку» (англ. Mr. Bean's Holiday) (також має назви: Бін 2, Бінова відпустка, Французький Бін) — англійський комедійний фільм 2007 року з Ровеном Аткінсоном у головній ролі. Прем'єри відбулися 30 березня та 24 серпня. Фільм йде 86 хвилин. Це продовження фільму 1997 року Бін та однойменного серіалу про містера Біна. Режисером виступив Стів Бенделак, продюсерами — П. Бенет-Джонс, Т. Беван, Е. Фелнер. Сценарій написали: Р. Аткінсон, С. МакБарні, Х. МакКолл і Р. Дріскол. Композитор — Говард Гудел. Монтаж — Т. Кренстаун. Бюджет картини склав 25 мільйонів доларів. Картина йде чотирма мовами: англійською, французькою, іспанською та російською. У світовому прокаті фільм зібрав $229,7 млн.

## У ролях
- Містер Бін — Ровен Аткінсон
- Сабіна — Емма де Коне
- Карсон Клей — Віллем Дефо
- офіціант — Жан Рошфор
- Еміль Дачевський — Карел Роден
- Степан Дачевський — Макс Болдрі
- Вікарій — Стів Пембертон
- Лілі — Лілі Аткінсон
- а також — Престон Найман, Шарліт Дейзак, Франсуа Тач, Арсен Моска, Стефан Дебак, Філіп Спалл, Паскаль Жуні, Антуан де Коне, Клінт Дайер, Катрін Хосмалін, Джайлс Гастон-Дрейфас, Урбаін Кансельє, Ерік Наггар.

## Зміст
Містер Бін виграє на розіграші подорож до Канн, відеокамеру та 200 євро. Він прибуває у Францію, де сідає не у те таксі, а тому до вокзалу Гаре де Ліон йому доводиться йти пішки. Тут містер Бін потрапляє у ресторан, де замовляє морське асорті. Після цього він запізнюється на поїзд. Коли приходить наступний, він просить перехожого зняти на відеокамеру (якою він тепер знімає усе), як він заходить у вагон. З третьої спроби це майже вдається і Бін їде, а чоловік не встигає сісти у потяг, де залишається його син Степан. Містер Бін відчуває свою провину і вирішує розвеселити хлопця, але це виходить не дуже вдало. На наступній зупинці вони виходять і чекають потяг з Емілем (батьком хлопця і режисером, що також прямує на Каннський кінофестиваль). Але поїзд не зупиняється і батько лише встигає показати номер телефону готелю, де він зупинився. Бін встигає відзняти його на камеру. Він потоваришував зі Степаном. Вони починають дзвонити, не знаючи останніх двох цифр. Прибуває ще один потяг, на який вони сідають, але забувають гроші та документи на зупинці. Без квитка їх виганяють з потягу. Степан підходить до пані на вокзалі і просить гроші, містер Бін робить теж саме, але з меншим успіхом. Грошей надто мало, щоб перевірити останні номери, а тут ще за ними женеться охоронець.
Щоб дістати гроші, містер Бін танцює на площі і робить цілу виставу за участі Степана. Отримавши прибуток, вони сідають на автобус. Але квиток містера Біна підхоплює вітер і той біжить за ним. Квиток чіпляється до ноги курки, яку везуть на птахоферму. Бін переслідує її, але квиток не повертає. Далі він прямує автостопом сам. Після ночівлі у полі він опиняється на знімальному майданчику режисера Карсона Клея, де знайомиться з акторкою Сабіною. Бін грає німецького вояка, але режисер реклами йогурту його звільняє. Проте Біна вирішує підвезти Сабіна, в якої така сама машина, як і у нього. Степана ж підвозять знайомі музики і хлопець знову зустрічає Біна. Разом вони їдуть у Канни.
Еміль повідомляє поліцію, що його сина викрав Бін. Щоб пройти поліцейський кордон, містер Бін і Степан перевдягаються у бабцю (матір Сабіни) і доньку Сабіни. Але у сам кінозал пускають лише Сабіну. Але кмітливі приятелі заходять через чорний хід. Починається показ картини Карсона Клея «Playback Time», звідки той вирізав сцену з Сабіною. Містер Бін вигадує, як вийти з ситуації й заходить до проектувальної кімнати. Тут він підключає свою відеокамеру і вмикає його зйомку Сабіни. Карсон Клей з охороною женеться за ним. Бін потрапляє на сцену під екраном, де його впізнає Еміль. Раптом з'являється Степан. Глядачі аплодують і Карсон починає кланятися, забуваючи про Біна. А той виходить на дах і його погляду відкривається довгоочікуваний вид на море. Нарешті він потрапляє на пляж, де зустрічає Степана. Усі на узбережжі співають, а містер Бін пише на піску слово «Кінець» і в його камері сідає акумулятор.

## Касові збори
Під час показу в Україні, що розпочався 5 квітня 2007 року, протягом перших вихідних фільм демонстрували на екранах, що дозволило йому зібрати $365 079 і посісти перше місце в кінопрокаті того тижня. Фільм продовжував очолювати український кінопрокат і наступного тижня зібрав за вихідні ще $109 649. Загалом фільм в кінопрокаті України зібрав $824 463, посівши 21 місце серед найбільш касових фільмів 2007 року.